# Lotta Andersson
Lotta Andersson (24 de julio de 1980) es una deportista sueca que compitió en lucha libre. Ganó dos medallas en el Campeonato Mundial de Lucha, plata en 2002 y bronce en 1999.

## Palmarés internacional
| Campeonato Mundial | Campeonato Mundial | Campeonato Mundial | Campeonato Mundial |
| Año                | Lugar              | Medalla            | Categoría          |
| ------------------ | ------------------ | ------------------ | ------------------ |
| 1999               | Boden (Suecia)     | Medalla de bronce  | 62 kg              |
| 2002               | Calcis (Grecia)    | Medalla de plata   | 59 kg              |